# Seán Brady (Erzbischof)

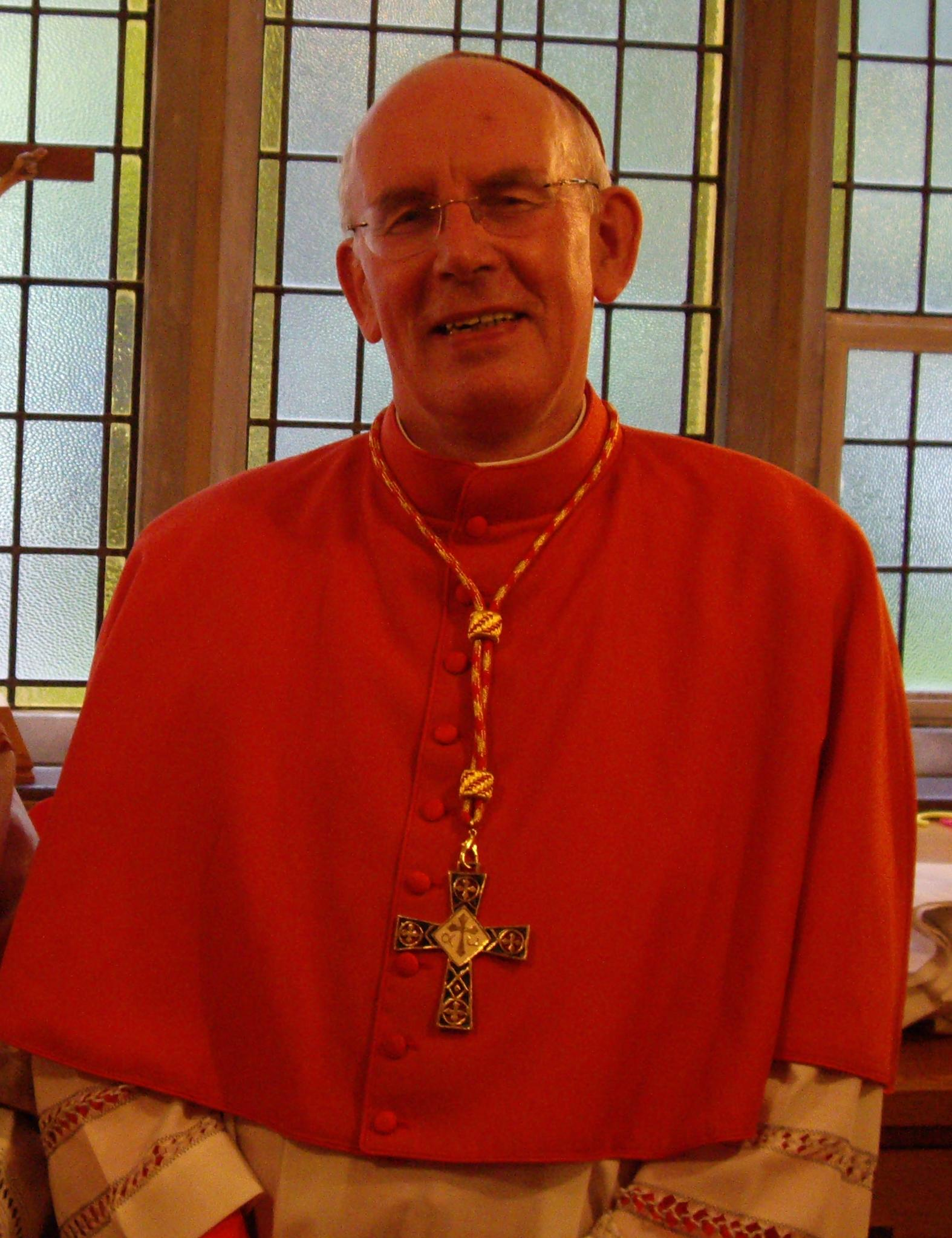
Kardinal Brady (2009)

Kardinalswappen

Seán Baptist Kardinal Brady (irisch Seán Mac Brádaigh, * 16. August 1939 in Laragh, County Cavan, Irland) ist emeritierter Erzbischof von Armagh und Primas der römisch-katholischen Kirche von ganz Irland. Er war bis September 2014 zugleich Vorsitzender der Irischen Bischofskonferenz.

## Frühe Jahre
Seán Brady wurde im Dorf Laragh, County Cavan, in der Diözese Kilmore geboren. Nach der Schule studierte er in Rom Katholische Theologie, wohnte im Päpstlichen Irischen Kolleg und empfing am 22. Februar 1964 durch Luigi Kardinal Traglia die Priesterweihe. Er wurde 1967 zum Dr. iur. can. (Kanonisches Recht) an der Lateranuniversität promoviert.
Seine erste berufliche Station war eine Professur am St. Patrick's College in der Stadt Cavan. 1980 wurde er Vize-Rektor am Irish College in Rom, 1993 Gemeindepfarrer in Castletara, County Cavan.

## Erzbischof
Im Dezember 1994 wurde Seán Brady zum Koadjutor des Erzbischofs von Armagh berufen. Die Bischofsweihe spendete ihm am 19. Februar 1995 Erzbischof Cahal Kardinal Daly, Mitkonsekratoren waren Emanuele Gerada, Nuntius in Irland, und Gerard Clifford, Weihbischof im Erzbistum Armagh. Nach der Emeritierung Kardinal Dalys wurde Brady am 1. Oktober 1996 selbst Erzbischof.
Sein Wahlspruch lautet Jesum Christum cognoscere („Jesus Christus erkennen“) und ist dem Johannesevangelium (Joh 17,3 ) entlehnt.
Am 24. November 2007 nahm ihn Benedikt XVI. als Kardinalpriester mit der Titelkirche Santi Quirico e Giulitta in das Kardinalskollegium auf.
Drei Tage nach seiner Bestimmung zum Kardinal erklärte Brady in einer Messe in Cork vor Überlebenden sexuellen Missbrauchs durch katholische Priester in Irland, die wichtigste Aufgabe für die Kirche sei es, ihre „Kultur zu ändern und bescheidener anderen zuzuhören“.
Kardinal Brady war es auch, der im Februar 2008 den emeritierten Erzbischof der Erzdiözese Dublin, Desmond Kardinal Connell dazu brachte, eine Klage gegen seinen Nachfolger, Erzbischof Diarmuid Martin zurückzuziehen. Dieser hatte zusagegemäß mehrere tausend Dokumente einer Kommission übergeben wollen, die mit der Untersuchung des Umgangs mit Kindesmissbrauch durch Kleriker in den Jahren 1975 bis 2004 beauftragt war. Connells Klage hatte großes Aufsehen und Unruhe unter irischen Katholiken wie auch Missbrauchsopfern ausgelöst.
Anlässlich der Veröffentlichung des Ermittlungsberichts einer Sonderkommission, die neun Jahre lang die Akten ausgewertet hatte, bekannte Kardinal Brady große Betroffenheit. „Es tut mir aufrichtig leid und ich bin zutiefst beschämt, dass Kinder so grauenhaft in diesen Einrichtungen leiden mussten.“
Im Jahr 2010 sah sich Brady mit Rücktrittsforderungen konfrontiert, nachdem er eingeräumt hatte, dass er im Jahr 1975 anwesend war, als zwei jugendliche Opfer einen Eid leisten mussten, über eine kirchliche Untersuchung zu schweigen, in der Missbrauchsvorwürfe gegen den Priester Brendan Smyth behandelt worden waren. Brady kommentierte, dass er als Bischofssekretär den Auftrag gehabt habe, Smyth im Rahmen der innerkirchlichen Ermittlungen zu überführen, nicht die Polizei zu informieren.
Papst Benedikt XVI. bestellte am 18. Januar 2013 Eamon Martin zum Koadjutor für die Erzdiözese Armagh. Am 8. September 2014 nahm Papst Franziskus das Rücktrittsgesuch Bradys an.

## Mitgliedschaften

### Mitgliedschaften in der Römischen Kurie
Seán Kardinal Brady ist Mitglied folgender Institutionen der Römischen Kurie:
- Päpstlicher Rat zur Förderung der Einheit der Christen (seit 2008)[7]
- Päpstliche Kommission für die Kulturgüter der Kirche (seit 2002[8], bestätigt 2008[7])